# Hengifoss
La cascata Hengifoss, caratterizzata da un salto di 128 metri, è una delle più alte dell'Islanda.

## Descrizione
La cascata è situata lungo il corso del fiume Hengifossá, un affluente del Lagarfljót, nel territorio comunale di Fljótsdalur, nella regione dell'Austurland, nella parte orientale dell'Islanda.
L'erosione provocata dalle acque del fiume che scorre attraverso un altopiano costellato di laghetti e acquitrini, ha scavato un passaggio attraverso un anfiteatro composto da strati di lava basaltica intervallati da sottili depositi di argilla rossa e ceneri vulcaniche, chiara indicazione di periodi di deposizione di sedimenti alternati alle varie e successive fasi di eruzioni vulcaniche che hanno contribuito alla formazione dell'Islanda. L'erosione provocata dalle acque ha esposto gli strati di cenere, mettendo in evidenza una dozzina di strisce di un vivido colore rosso disposte perpendicolarmente alla scura parete della scogliera da cui cade l'acqua.
La presenza di tronchi fossilizzati di conifere e di lignite, indica che si sono attraversate fasi di clima più caldo nel corso dell'ultima parte del Terziario.

## Escursionismo
La visita alla cascata Hengifoss è molto popolare tra gli escursionisti. Ci sono vari sentieri che permettono di raggiungerla, con percorsi che richiedono circa 40-60 minuti di cammino a partire dalle piazzole di sosta dove è possibile parcheggiare le vetture. Il sentiero più praticato ha una lunghezza di circa 2,5 km. Ci sono anche sentieri che permettono di scendere fino alla gola al di sotto della cascata, ma sono piuttosto ripidi e scivolosi e richiedono particolare attenzione, dato anche il fondo in ghiaia instabile.

Circa a metà del percorso del sentiero principale, si incontra la piccola cascata Litlanesfoss, circondata da formazioni di basalto colonnare.

## Altezza della cascata
L'altezza della cascata veniva tradizionalmente indicata in 118 metri da varie fonti; misurazioni più recenti indicano un valore di 128 metri. In base al valore utilizzato viene posizionata al terzo o al quarto posto tra le cascate islandesi per altezza del salto di caduta, dopo Morsárfoss, Glymur e Háifoss.
Tuttavia vi sono numerose cascate in Islanda, specialmente nelle zone più interne dell'isola, che non sono ancora state censite o accuratamente misurate a causa dell'impervietà del percorso necessario per raggiungerle e del fatto che molte sono originate dalla fusione dell'acqua dei ghiacciai e sono pertanto attive solo in estate. È quindi possibile che l'elenco effettivo delle cascate in ordine di altezza possa subire variazioni in seguito ai continui aggiornamenti.